# Lucy-sur-Yonne
Lucy-sur-Yonne est une commune française située dans le département de l'Yonne en région Bourgogne-Franche-Comté.

## Géographie

### Climat
Pour des articles plus généraux, voir Climat de la Bourgogne-Franche-Comté et Climat de l'Yonne.
En 2010, le climat de la commune est de type climat océanique dégradé des plaines du Centre et du Nord, selon une étude du Centre national de la recherche scientifique s'appuyant sur une série de données couvrant la période 1971-2000. En 2020, Météo-France publie une typologie des climats de la France métropolitaine dans laquelle la commune est exposée à un climat océanique altéré et est dans la région climatique  Centre et contreforts nord du Massif Central, caractérisée par un air sec en été et un bon ensoleillement. 
Pour la période 1971-2000, la température annuelle moyenne est de 10,8 °C, avec une amplitude thermique annuelle de 15,4 °C. Le cumul annuel moyen de précipitations est de 719 mm, avec 11,6 jours de précipitations en janvier et 7,7 jours en juillet. Pour la période 1991-2020, la température moyenne annuelle observée sur la station météorologique de Météo-France la plus proche, « Merry-sur-Yonne », sur la commune de Merry-sur-Yonne à 6 km à vol d'oiseau, est de 11,5 °C et le cumul annuel moyen de précipitations est de 776,9 mm. 
La température maximale relevée sur cette station est de 40,7 °C, atteinte le 7 août 2003 ; la température minimale est de −22 °C, atteinte le 16 janvier 1985,,. 
Les paramètres climatiques de la commune ont été estimés pour le milieu du siècle (2041-2070) selon différents scénarios d'émission de gaz à effet de serre à partir des nouvelles projections climatiques de référence DRIAS-2020. Ils sont consultables sur un site dédié publié par Météo-France en novembre 2022.

## Urbanisme

### Typologie
Au 1er janvier 2024, Lucy-sur-Yonne est catégorisée commune rurale à habitat dispersé, selon la nouvelle grille communale de densité à sept niveaux définie par l'Insee en 2022.
Elle est située hors unité urbaine. Par ailleurs la commune fait partie de l'aire d'attraction de Clamecy, dont elle est une commune de la couronne,. Cette aire, qui regroupe 45 communes, est catégorisée dans les aires de moins de 50 000 habitants,.

### Occupation des sols
L'occupation des sols de la commune, telle qu'elle ressort de la base de données européenne d’occupation biophysique des sols Corine Land Cover (CLC), est marquée par l'importance des territoires agricoles (80,5 % en 2018), une proportion identique à celle de 1990 (80,5 %). La répartition détaillée en 2018 est la suivante : 
terres arables (77,3 %), forêts (16,3 %), prairies (3,2 %), zones urbanisées (3,1 %). L'évolution de l’occupation des sols de la commune et de ses infrastructures peut être observée sur les différentes représentations cartographiques du territoire : la carte de Cassini (XVIIIe siècle), la carte d'état-major (1820-1866) et les cartes ou photos aériennes de l'IGN pour la période actuelle (1950 à aujourd'hui).

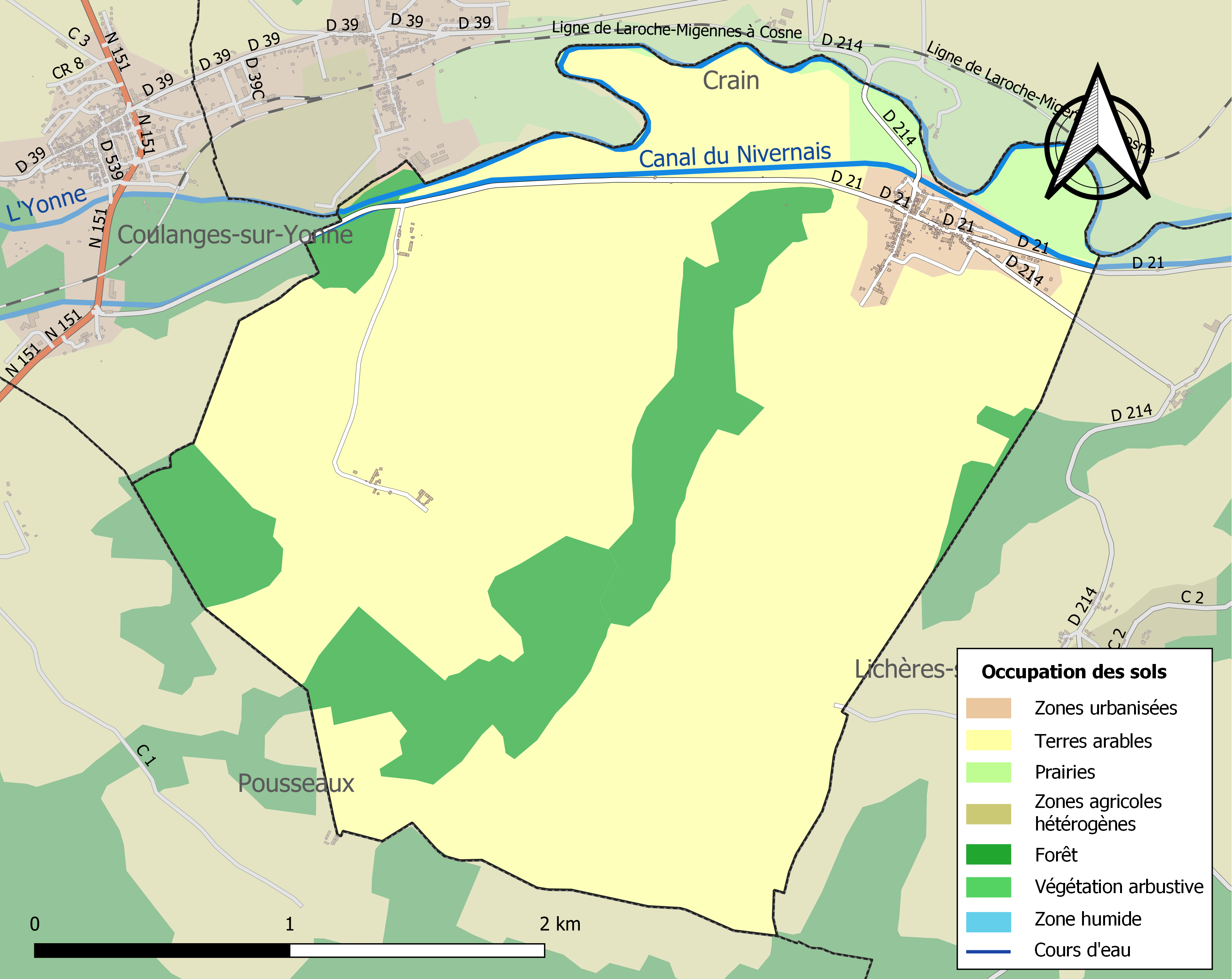
Carte des infrastructures et de l'occupation des sols de la commune en 2018 (CLC).

## Histoire

### Origines romaines
Même si aucun écrit n'atteste des origines romaines de Lucy-sur-Yonne, plusieurs indices peuvent laisser penser à une occupation du site à l'époque romaine.
Plusieurs artefacts ont en effet été retrouvés par les habitants dans les terrains autour du village.

### Moyen Âge
Le premier écrit attestant de l'existence d'un village nommé Lucy remonte au 9 janvier 859. Une charte de Charles le Chauve mentionne la donation à l'abbaye de Saint-Germain, dans laquelle il résidait alors, de quatre villages dont celui de Lucy
« Le roi rapporte qu'étant venu à Auxerre, il fit la translation solennelle du corps du bienheureux saint Germain, et qu'il donna au monastère dédié sous son invocation et pour l'usage des moines, différents biens situés dans les pagus d'Auxerre, de Tonnerre et d'Avallon. Les villae dont il s'agit sont celles de Lucy (Luciacum), Urus (Urum), Molay (Modelagium) et Montelon (Montem-Alonem), et, de plus, tout ce que son fidèle Gausmarus, et en dernier lieu Itier, possédèrent de lui en bénéfice, sans toutefois déposséder ce dernier pendant sa vie; mais à charge par lui de payer 3 sous de cens pour cette investiture. »
Pour être honnête, rien ne permet d'attester qu'il s'agisse de Lucy-sur-Yonne. En effet, le nom de Lucy est partagé par deux autres villages proches (Lucy-le-Bois et Lucy-sur-Cure). Il est à noter, que le village de Lucy-le-Bois se revendique aussi de ce document.
Les autres mentions écrites concernant Lucy-sur-Yonne remontent quant à elles au XIIIe siècle.
En 1219, il est fait mention dans le cartulaire de l'abbaye de Crisenon d'un Lucy ou petit Lucy à proximité de Châtel-Censoir.
En 1270, un autre document concerne des donations faites sur le territoire de Luci-sur-Yonne.
En 1454, dans les archives de l’abbaye de Reigny, il est fait référence à un Luxi-sur-Yonne.
L'église, dont certains éléments remontent au XIe siècle, est un témoin de l'ancienneté de l'occupation du lieu.

### Église Notre-Dame
L'église Notre-Dame de Lucy-sur-Yonne est classée monument historique depuis le 14 septembre 1912.
Cette église daterait de la fin du XIe siècle. Au XIIe siècle, un clocher-peigne aurait été installé, ce qui est un élément architectural rare dans le département. Le clocher actuel, massif, aurait été érigé au XVIe siècle[réf. nécessaire]
La nef a connu plusieurs évolutions architecturales depuis sa construction à la fin du XIe siècle. À l'origine, elle aurait été bois, puis elle fut mise en voûte dès le XIIe siècle.
Il est souvent évoqué la présence beaucoup plus ancienne d'un monastère de femmes de l'obédience de l'abbaye de Jouarre (Jodrum) fondé au IXe siècle par l'abbesse Hermentrude.[réf. nécessaire]
La présence de ce monastère est liée à saint Potentien. La redécouverte des reliques de ce saint fait l'objet de plusieurs chroniques pas toujours cohérentes les unes avec les autres.
Wenilon (Archevêque de Sens) avait pour sœur l'abbesse de Jouarre (près de Meaux), Hermentrude. Il fit cadeau à sa sœur du corps de saint Potentien. Le corps du saint arriva à Jouarre vers 830. Pour des raisons obscures, il aurait été caché en 847 à Lucy-sur-Yonne puis à Châtel-Censoir en 1020 et enfin à l'évêché d'Autun.
Il semblerait que ces reliques étaient douées de pouvoirs extraordinaires, en effet en septembre 1730, la population se rendit à Lucy-sur-Yonne avec les reliques pour y demander la pluie.
Le monastère aurait été détruit lors des guerres de Bourgogne aux Xe et XIe siècles, et l'église actuelle aurait été élevée sur son emplacement. Des campagnes archéologiques vont être organisées dans les années à venir pour tenter de prouver l'existence de ce monastère.

## Politique et administration
| Période | Période  | Identité          | Étiquette | Qualité |
| ------- | -------- | ----------------- | --------- | ------- |
| 1944    | 1945     | Gustave Blondeau  |           |         |
| 1945    | 1946     | Clément Gaucher   |           |         |
| 1946    | 1947     | Robert Verain     |           |         |
| 1947    |          | André Plaut       |           |         |
| 1947    | 1949     | Paul Deyret       |           |         |
| 1949    | 1957     | Paulin Milot      |           |         |
| 1957    | 1971     | Léopold Gaucher   |           |         |
| 1971    | 1973     | Maurice Temper    |           |         |
| 1973    | 1989     | Bernard Gillotin  |           |         |
| 1989    | 2001     | Philippe Faucheux |           |         |
| 2001    | 2008     | Alain Peltier     |           |         |
| 2008    | 2014     | Jean-Paul Roulon  |           |         |
| 2014    | En cours | Eric Fiala        |           |         |

## Culture
L'église romane, Notre-Dame, du XIe siècle accueille depuis septembre 2000 des vitraux dessinés par Luc Simon et réalisés par l'atelier Simon Marq de Reims.

## Milieu associatif
Plusieurs associations ont élu domicile dans la commune. Toutes ne sont pas en activité.
- 09/08/2012 - Lucytoyens : Objet : amélioration du cadre de vie et préservation de l'environnement.
- 23/09/2011 - L’atelier du vent : accompagner des artistes, en France et à l’étranger, dans leur parcours de recherche ; créer, promouvoir, produire et diffuser des œuvres artistiques appartenant aux domaines du théâtre, du cinéma, des arts plastiques, de l’écriture, de la danse, de la musique ; et de développer toute activité connexe et complémentaire à ses activités principales.
- 30/04/2009 - TZ Club de France
- 17/12/2007 - La revue sonore : production, édition et diffusion de reportages, documentaires et films sonores ; promotion et développement du documentaire sonore ; utilisation du média sonore comme outil pédagogique et solidaire notamment par le biais d’ateliers radios et de créations sonores et/ou la mise en œuvre de webradios comme facteur de lien social.
- 10/02/2005 - Lucy en fête : animer le village par diverses manifestations ; réunir les habitants de Lucy et des alentours ; dynamiser le village.
- 19/08/2004 - Association pour l'accueil de la petite enfance: présenter et faire connaître ce qui se vit en crèche ; favoriser l’ouverture de la crèche Mirabelle sur l’extérieur ; favoriser les relations entre les parents, le personnel de la crèche, les membres de la communauté de communes et les partenaires de la petite enfance ; réfléchir à l’évolution de la crèche Mirabelle et les structures de garde locales.
- 09/06/2004 - Société internationale d'étude de la personnalité et du caractère
- 17/04/2004 - Festival sport univers nature: des manifestations sportives, culturelles et environnementales ; organiser le Sun festival (festival du sport et de l’environnement).
- 04/01/2003 - Le press-book: favoriser le développement des activités artistiques dans le secteur du modeling et de la photographie par l’utilisation des nouvelles technologies d’information.
- 14/04/1998 - Le bon accord de Lucy : l’audit marketing et commercial ; l’aide aux entreprises et/ou à la commercialisation de leurs produits et/ou de leurs productions ; l’animation commerciale et artistique ; panification, traiteur ; aide aux personnes ; dans le cadre d’une aide au développement rural et régional.

## Démographie
L'évolution du nombre d'habitants est connue à travers les recensements de la population effectués dans la commune depuis 1793. Pour les communes de moins de 10 000 habitants, une enquête de recensement portant sur toute la population est réalisée tous les cinq ans, les populations de référence des années intermédiaires étant quant à elles estimées par interpolation ou extrapolation. Pour la commune, le premier recensement exhaustif entrant dans le cadre du nouveau dispositif a été réalisé en 2004.

En 2022, la commune comptait 119 habitants, en évolution de −16,2 % par rapport à 2016 (Yonne : −1,95 %, France hors Mayotte : +2,11 %).
| 1793 | 1800 | 1806 | 1821 | 1831 | 1836 | 1841 | 1846 | 1851 |
| ---- | ---- | ---- | ---- | ---- | ---- | ---- | ---- | ---- |
| 505  | 561  | 581  | 531  | 545  | 592  | 600  | 570  | 565  |

| 1856 | 1861 | 1866 | 1872 | 1876 | 1881 | 1886 | 1891 | 1896 |
| ---- | ---- | ---- | ---- | ---- | ---- | ---- | ---- | ---- |
| 488  | 480  | 447  | 420  | 417  | 399  | 355  | 344  | 319  |

| 1901 | 1906 | 1911 | 1921 | 1926 | 1931 | 1936 | 1946 | 1954 |
| ---- | ---- | ---- | ---- | ---- | ---- | ---- | ---- | ---- |
| 305  | 303  | 274  | 240  | 226  | 238  | 215  | 202  | 207  |

| 1962 | 1968 | 1975 | 1982 | 1990 | 1999 | 2004 | 2006 | 2009 |
| ---- | ---- | ---- | ---- | ---- | ---- | ---- | ---- | ---- |
| 168  | 148  | 156  | 180  | 162  | 135  | 149  | 150  | 148  |

| 2014 | 2019 | 2022 | - | - | - | - | - | - |
| ---- | ---- | ---- | - | - | - | - | - | - |
| 149  | 120  | 119  | - | - | - | - | - | - |

## Fêtes
Le dernier week-end de juillet, l'association Lucy en Fêtes organise la Saint-Cochon et un vide-grenier.

## Pour approfondir